# Pogonatum subflexuosum
Pogonatum subflexuosum là một loài Rêu trong họ Polytrichaceae. Loài này được (Lorentz) Broth. miêu tả khoa học đầu tiên năm 1905.